# Louta (cantante)
Louta (talvolta stilizzato come LOUTA), pseudonimo di Jaime Martín James (Buenos Aires, 22 giugno 1994), è un cantante e musicista argentino. Ha pubblicato tre album in studio, grazie ai quali ha vinto un premio ai Gardel Awards e ottenuto una nomination ai Latin Grammy Awards.

## Biografia
James è nato il 22 giugno 1994, ed è figlio di Ana Frenkel, una ballerina, e Diqui James, il fondatore delle compagnie teatrali De la Guarda e Fuerza Bruta. Terminato il liceo, James ha viaggiato in Europa e nel 2016, tornato in Argentina, ha lavorato al suo primo album.

### 2016-2017:LOUTA
Nel 2016 ha pubblicato il suo album di debutto, l'omonimo LOUTA: il progetto lo ha portato ad esibirsi al Lollapalooza Argentina nel 2017 e a supportare il gruppo di musica strumentale canadese BadBadNotGood in una delle loro esibizioni al Niceto Club di Buenos Aires.

### 2018-2019:ENCHASTREeBZRP Music Sessions, Vol. 20
Il 12 ottobre 2018, ha pubblicato il suo secondo album, ENCHASTRE, attraverso Columbia Records e Sony Music, prodotto dallo stesso James insieme a Nico Cotton, Timoteo Padilla, Roque Ferrari e Tomás Susevich, masterizzato da Mike Bozzi. Il progetto include include la partecipazione delle cantanti argentine Marilina Bertoldi e Zoe Gotusso.
Nel 2019 ha pubblicato i singoli Tau Tau e No Te Comas la Peli. Il video musicale di quest'ultimo singolo, diretto da James e Lucía Lalor, ha ricevuto una nomination per il miglior video musicale ai Gardel Awards del 2020.
Sempre nel 2019, ha collaborato con il produttore musicale Bizarrap in Louta: BZRP Music Sessions, Vol. 20. Il brano, scritto dallo stesso Louta e prodotto da Bizarrap, rappresenta il più visualizzato dell'artista argentino su YouTube, superando le 20 milioni di visualizzazioni.

### 2020-presente:2030e i concerti delThe Eras Tour
Il 28 maggio 2020 pubblica il suo terzo album in studio, 2030: il progetto è stato registrato durante la quarantena dovuta alla pandemia di COVID-19 ed è stato prodotto insieme a Eduardo Cabra del gruppo musicale Calle 13 con la partecipazione anche dei produttori Alizzz, Nico Cotton, Orodembow e Mauro De Tommaso. L'album ha ricevuto una nomination come miglior album di musica alternativa ai Latin Grammy Awards.
Il 6 novembre 2023, viene annunciato come artista di apertura per le tre tappe in Argentina del The Eras Tour della cantante americana Taylor Swift. Il The Eras Tour ha battuto il record di presenze per l'Estadio Monumental (Estadio River Plate) di Buenos Aires, con un pubblico di oltre 68.000 spettatori a serata.

## Discografia

### Album in studio
- 2016 – Louta
- 2018 – Enchastre
- 2020 – 2030